# کریس میرز (شیرجه‌زن)
کریس میرز (انگلیسی: Chris Mears؛ زادهٔ ۷ فوریهٔ ۱۹۹۳) یک شیرجه‌رو اهل بریتانیا است.
وی در مسابقات کشوری و بین‌المللی در مجموع برندهٔ ۳ مدال طلا، ۱ مدال برنز شده‌است. همچنین برنده مدال طلا در سه متر همزمان گردید.